# Severovci
Severovci falu Horvátországban Kapronca-Kőrös megyében. Közigazgatásilag Szentgyörgyvárhoz tartozik.

## Fekvése
Szentgyörgyvártól 5 km-re északkeletre a Drávamenti-síkságon erdők között fekszik.

## Története
1890-ben 229, 1910-ben 379 lakosa volt. Trianonig Belovár-Kőrös vármegye Szentgyörgyi járásához tartozott. 2001-ben 170 lakosa volt.

## Külső hivatkozások
A község hivatalos oldala